# Oceà Atlàntic
L'oceà Atlàntic és un dels cinc oceans de la Terra entre Amèrica -a l'oest- i Europa i Àfrica -a l'est. L'oceà ocupa una conca allargada, amb forma de essa, estesa de nord a sud i dividida en l'Atlàntic nord i el sud pels corrents equatorials a una latitud de 8° nord, aproximadament. Limitat per Nord-amèrica i Sud-amèrica a l'oest i Europa i Àfrica a l'est, l'Atlàntic està lligat a l'oceà Pacífic per l'oceà Àrtic al nord i el pas de Drake al sud. També existeix una connexió artificial entre l'Atlàntic i el Pacífic pel canal de Panamà. A l'est, la línia que divideix l'Atlàntic i l'oceà Índic és el meridià 20° est. L'Atlàntic està separat de l'oceà Àrtic per una línia que va de Groenlàndia al sud de les illes Spitsbergen al nord de Noruega.
L'Atlàntic cobreix aproximadament el 20% de la superfície terrestre i només l'oceà Pacífic el supera en mida. Amb els seus mars adjacents, ocupa una àrea de 106.450.000 km²; sense aquests, té una àrea de 82.362.000 km². L'àrea de terra que drena l'Atlàntic és quatre vegades la del Pacífic o la de l'Índic. El volum d'aigua a l'Atlàntic, amb els seus mars adjacents, és de 354.700.000 km³ i sense aquests de 323.600.000 km³.
La profunditat mitjana de l'Atlàntic, amb els seus mars adjacents, és de 3.332 m; sense aquests és de 3.926 m. La profunditat més gran, 8.605 m, és a la fossa de Puerto Rico. L'amplada de l'Atlàntic varia entre els 2.848 km que hi ha entre Brasil i Libèria i els 4.830 km que hi ha entre els Estats Units i el nord d'Àfrica.
L'oceà Atlàntic té costes irregulars dentades per nombroses badies, golfs i mars. Inclouen el mar del Carib, el golf de Mèxic, el golf de Sant Llorenç, la badia de Hudson, la badia de Baffin, el mar Mediterrani, el mar Negre, el mar del Nord, el mar Bàltic, el mar de Barentsz, el mar de Noruega, i el mar de Weddell. Una altra característica és que el seu nombre d'illes és relativament petit. Inclou les Svalbard (o Spitsbergen), Groenlàndia, Islàndia, Gran Bretanya, Irlanda, Fernando de Noronha, les Açores, les Illes Madeira, les Canàries, les de Cap Verd, les Bermudes, les Índies occidentals, Ascensió, Santa Helena, Tristan da Cunha, les Falkland (o Malvines), i les de Geòrgia del Sud, a més de les del Carib.

## Etimologia
El nom Atlàntic provindria del tità Atles que posseïa, segons els antics grecs, les columnes que aguantaven el cel (en grec antic, tlaô significa 'portar' o 'suportar'), de les quals formaven part les famoses columnes d'Hèrcules (actualment, l'estret de Gibraltar). Per tant, pels antics, aquest terme designava principalment el mar que es trobava més enllà de l'estret, per oposició al mar Mediterrani. El seu nom també podria venir dels pobles libis dels atlants, descrits per Heròdot, i que poblaven la riba nord-africana de l'oceà Atlàntic i les muntanyes de l'Atles marroquí, al nord-est de l'Àfrica.

## Geografia física

### Localització i delimitació de l'oceà Atlàntic

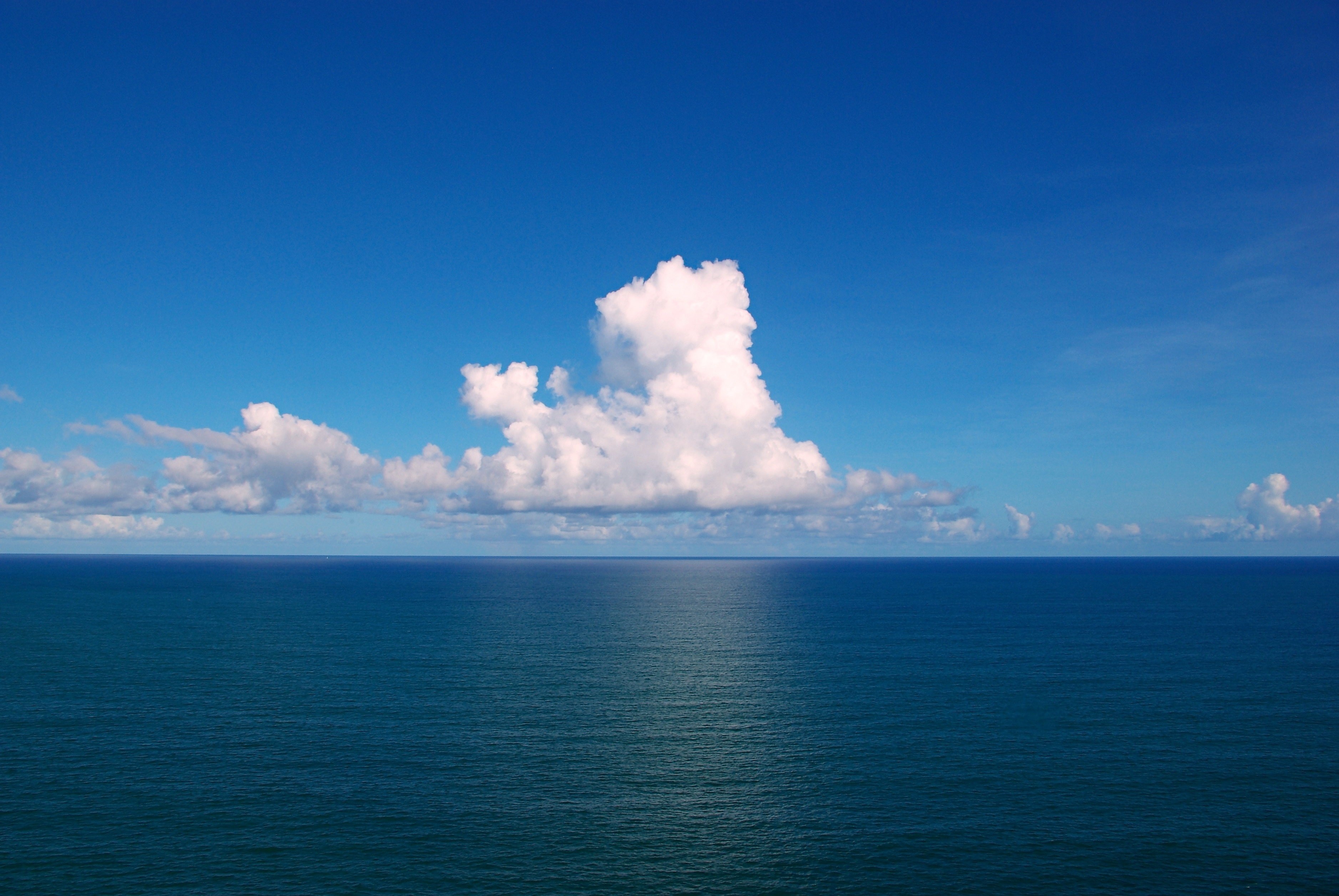
Vista de l'oceà Atlàntic a la costa del Brasil. A l'Atlàntic es pot presentar un temps tranquil com el de la imatge, però també és font d'huracans

L'oceà Atlàntic es troba entre el continent americà i Euràfrica, un terme que designa Europa i Àfrica com una sola entitat. La Terra es compon de cinc oceans que formen un sol cos d'aigua salada, i els límits entre aquests són sovint arbitraris, la qual cosa dona lloc a certa controvèrsia (cas dels límits entre els oceans Atlàntic i Àrtic, en especial) i l'Atlàntic no n'és una excepció. Els oceans Atlàntic i Pacífic són els dos únics que estan en contacte amb els altres quatre.
La màxima autoritat internacional en matèria de delimitació de mars a efectes marítims, l'Organització Hidrogràfica Internacional (International Hydrographic Organization, IHO), en la seva publicació de referència mundial, Limits of oceans and seas (Límits d'oceans i mars, 3a edició de 1953), considera que l'oceà Atlàntic està dividit en dues parts, nord i sud (els assigna els nombres d'identificació 23 i 32) i els defineix de la forma següent:
| «                                             | OCEÀ ATLÀNTIC NORD A l'oest. Els límits orientals del mar Carib (21); els límits sud-est del golf de Mèxic (26), des de la costa nord de Cuba a l'illot Hueso; el límit sud-oest de la badia de Fundy (25); i els límits sud-est i nord-est del golf de San Llorenç (24). Al nord. El límit sud de l'estret de Davis (15), des de la costa de Labrador fins a Groenlàndia; i el límit sud-oest del mar de Groenlàndia (5) i el mar de Noruega (6) des de Groenlàndia fins a les illes Shetland. A l'est. El límit nord-oest del mar del Nord (4); els límits occidental i septentrional del mar d'Escòcia (18); el límit sud del mar d'Irlanda (19); els límits occidentals dels canals de Bristol (20) i Anglès (21), de la badia de Biscaia (22) i del mar Mediterrani (28). Al sud. L'Equador, des de la costa del Brasil fins al límit sud-oest del golf de Guinea (34). OCEÀ ATLÀNTIC SUD Al sud-oest. El meridià del cap d'Hornos (67° 16′ O) des de Terra del Foc al continent antàrtic; una línia traçada des del cap Vírgenes (52° 21′ S, 68°21ºO) al cap de l'Esperit Sant, Terra del Foc, l'entrada oriental a l'estret de Magallanes. A l'oest. El límit del Riu de La Plata (33). Al nord. El límit sud de l'oceà Atlàntic Nord (23). Al nord-est. El límit del golf de Guinea (34). Al sud-est. Des del cap Agulhas al llarg del 20è meridià est fins al continent antàrtic. Al sud. El continent Antàrtic. | » |
| — Limits of oceans and seas, pág. 10 y 18-19. | |   |

Cal tenir en compte que aquestes definicions exclouen qualsevol de les masses d'aigua marginals que l'IHO defineix separadament -com el mar del Nord (4), el mar de Groenlàndia (5), el mar de Noruega (6), l'estret de Davis (15), el mar d'Escòcia (18), el mar d'Irlanda (19), el canal de Bristol (20), el canal Anglès (21), el mar del Carib (21), la badia de Biscaia (22), el golf de Sant Llorenç (24), la badia de Fundy (25), el golf de Mèxic (26), el mar Mediterrani (28), el riu de la Plata (33) i el golf de Guinea (34)-, encara que a efectes oceanogràfics solen ser considerats com a part de l'oceà Atlàntic.
El 2000, l'Organització Hidrogràfica Internacional va redefinir l'oceà Atlàntic, traslladant el seu límit sud fins als 60° S, i les aigües al sud d'aquesta línia foren identificades com l'oceà Austral. Aquesta nova definició encara no ha estat ratificada (Austràlia hi ha presentat una objecció), tot i que està en ús per l'Organització Hidrogràfica Internacional i altres organismes. Quan s'adopti, la definició de 2000 serà publicada en la 4a edició de Límits d'oceans i mars, restablint l'oceà Austral com s'indicava en la 2a edició i que posteriorment va ser omès en la 3a edició.
La imatge que es mostra al començament d'aquest article representa l'oceà Atlàntic en un planisferi. Com es mostra en aquesta imatge, l'oceà Atlàntic sovint apareix dividit entre Atlàntic nord i Atlàntic sud, seguint un corrent oceànic que es produeix aproximadament cap als 8° de latitud nord (l'IHO empra la línia de l'equador).

### Característiques

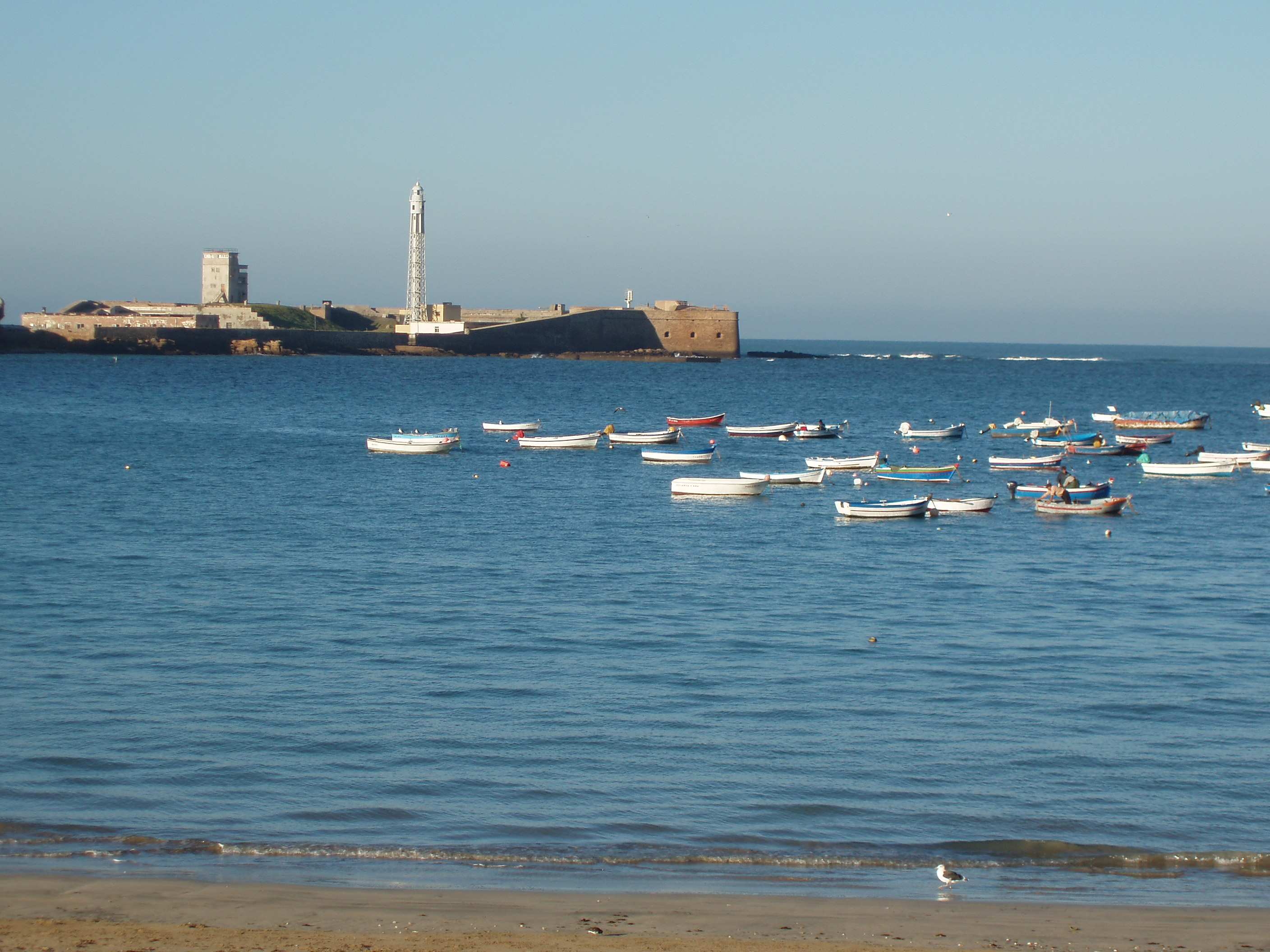
Vista de l'oceà Atlàntic des de Cadis, a Espanya

L'Atlàntic té forma de lletra «S», és el segon oceà més extens de la Terra, després del Pacífic, i cobreix aproximadament el 20% de la seva superfície. Concretament la seva superfície inclou una àrea de 106,5 milions de km², incloent-hi els seus mars marginals (però no l'oceà Àrtic); si excloem els mars marginals, cobreix 82,4 milions de km². El seu volum d'aigua és de 354,7 milions de km³; si es compten els mars adjacents, o de 323,6 km³ si no s'hi inclouen.
| Oceà          | Superfície (en km²) | Índex de comparació (*) |
| ------------- | ------------------- | ----------------------- |
| Oceà Atlàntic | 94.000.000          | 1                       |
| Oceà Pacífic  | 180.000.000         | 1,91                    |
| Oceà Índic    | 75.000.000          | 0,80                    |
| Oceà Antàrtic | 20.327.000          | 0,22                    |
| Oceà Àrtic    | 14.090.000          | 0,15                    |

(*) L'índex es calcula prenent com a referències la superfície de l'oceà Atlàntic.
L'amplada de l'Atlàntic varia des dels 2.848 km (entre el Brasil i Libèria), als 4.870 km (entre els Estats Units i el Marroc). La seva màxima amplada és d'11.800 km, en un recorregut que va des del golf de Mèxic fins a Geòrgia a les costes del mar Negra.
Les serralades aiguamarines situades entre l'illa de Baffin, Groenlàndia i Escòcia s'han establert, de manera convencional, com el límit entre l'oceà Glacial Àrtic i l'Atlàntic nord.
A l'est, l'estret de Gibraltar forma el límit amb el mar Mediterrani; a l'oest, l'arc format per les illes del Carib el separen del mar del Carib.
A l'oest, hi ha una connexió artificial entre l'Atlàntic i el Pacífic pel canal de Panamà.
Al sud-est, la separació amb l'oceà Índic s'estableix, segons les convencions més actuals, pel meridià de 20° E. Al sud-oest, la divisòria s'ha establert en la línia de major profunditat que va des del cap d'Hornos a la península Antàrtica i al passatge de Drake.
Té una profunditat mitjana de 3.900 m, que s'obté gràcies a un gran altiplà proper als 3.000 m de profunditat que constitueix gairebé tot el seu fons, unit a les grans depressions que es troben a les seves vores i que arriben a superar els 9.000 m en punts pròxims a Puerto Rico. Tot i això, el nombre d'illes hi és relativament petit.

### Característiques de l'aigua

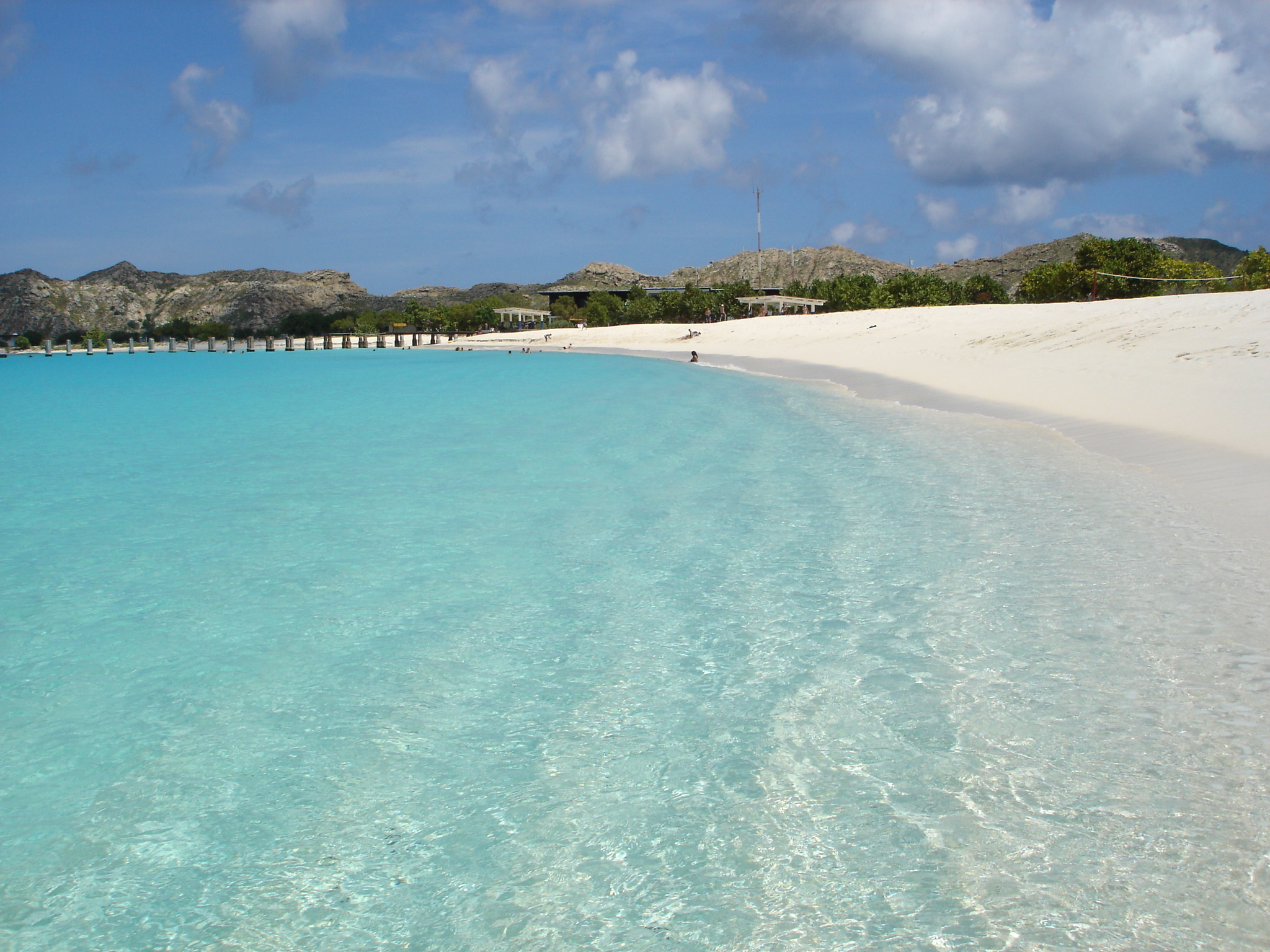
Vista d'una platja de l'illa d'Orchilla, a Veneçuela

La salinitat de les aigües superficials a mar obert varia de 33 a 37 parts per mil, segons la latitud i l'estació. Encara que els valors mínims de salinitat es troben just al nord de l'equador, en general els valors més baixos estan a les latituds altes i a les costes on els grans rius desemboquen a l'oceà. La salinitat màxima té lloc aproximadament a 25° de latitud nord. La salinitat superficial està influenciada per l'evaporació, la precipitació, els fluxos fluvials i el desglaç.
Les temperatures superficials, que varien amb la latitud, els sistemes de corrents i les estacions, reflecteixen la distribució del flux solar en funció de la latitud. Les temperatures màximes tenen lloc al nord de l'equador, i les mínimes a les regions polars.
L'oceà Atlàntic consisteix en quatre masses d'aigua principals. Les aigües centrals són l'aigua de la superfície. L'aigua subantàrtica intermèdia s'estén a profunditats de 1.000 m. L'aigua profunda nord-atlàntica arriba a profunditats de fins a 4.000 m. L'aigua antàrtica ocupa les conques oceàniques a profunditats superiors a 4.000 m.
Per la força de Coriolis, l'aigua a l'Atlàntic nord circula en el sentit de les agulles del rellotge, mentre que a l'Atlàntic sud és en contra. Les marees són semidiürnes; vol dir que hi ha dues marees altes cada 24 hores lunars. Les marees són unes ones que en general es mouen de sud a nord. A les latituds per sobre de 40° nord tenen lloc algunes oscil·lacions est-oest.

### Mars contigus
Els mars costaners, mars de vora o mars adjacents, són els mars que formen part de l'oceà Atlàntic, però que per raó de la seva pròpia configuració i/o controvèrsies relacionades amb la seva inclusió o no en el conjunt, motiven que les característiques de l'oceà Atlàntic siguin donades amb els seus mars o sense. El mateix oceà Àrtic és un cas especial, ja que es correspon amb la definició d'un mar marginal, encara que, segons les obres, s'hi faci referència com un oceà ple o com un mar marginal de l'oceà Atlàntic. Per això, l'àrea de l'oceà Atlàntic varia d'acord amb l'estatus que se li dona l'oceà Àrtic.
| Designació                                 | Localització                               | Superfície (en km²;) |
| ------------------------------------------ | ------------------------------------------ | -------------------- |
| Mar Carib                                  | Entre Sud-amèrica, Cuba i les Antilles     | 2.640.000            |
| Mar Mediterrani                            | Entre l'Àfrica i Europa                    | 2.510.000            |
| Golf de Mèxic                              | Entre Mèxic, Cuba i els Estats Units       | 1.550.000            |
| Mar de Noruega                             | Entre Noruega i Islàndia                   | 1.380.000            |
| Mar del Nord                               | Entre les illes Britàniques i Escandinàvia | 575.000              |
| Mar Bàltica, inclòs el Kattegat            | Entre Europa de l'est i Escandinàvia       | 450.000              |
| Mar Negre                                  | Entre Turquia, Romania i Ucraïna           | 420.000              |
| Golf de Sant Llorenç                       | Estuari del riu Sant Llorenç               | 155.000              |
| Canal de la Mànega                         | Separa França de Gran Bretanya             | 75.000               |
| Mar d'Azov                                 | En contacte amb el mar Negre               | 37.600               |
| Total de mars costaners sense l'oceà Àrtic | Total de mars costaners sense l'oceà Àrtic | 7.152.600            |
| Oceà Àrtic                                 | Al voltant del Pol Nord                    | 14.090.000           |
| Total de mars costaners amb l'oceà Àrtic   | Total de mars costaners amb l'oceà Àrtic   | 21.242.600           |

A més d'aquests mars costaners, s'usen altres denominacions per designar àrees específiques, com el mar Argentina, el mar Cantàbric, el mar d'Irlanda o el mar dels Sargassos, que no sempre corresponen a criteris oceanogràfics i que majoritàriament responen a usos geograficoculturals. Així mateix, alguns dels mars costaners estan, al seu torn, dividits en altres mars, com la Mediterrània o el Bàltic.

## Geologia

### Història geològica

Pangea: animació que representa la separació dels continents fins a la formació de l'oceà Atlàntic tal com el coneixem avui

En l'antiguitat, els continents estaven units en un gran continent anomenat Pangea; quan els continents coneguts avui com a Àfrica i Amèrica van començar a dividir-se, va quedar exposat un gran buit que es va omplir d'aigua salina provinent de l'oceà Pacífic i Antàrtic.
L'Atlàntic va començar a formar-se fa uns 150 milions d'anys, quan l'antic supercontinent denominat Pangea es va fragmentar, donant lloc a la formació de grans mars entre les plaques continentals que s'allunyaven entre si, separades per les dorsals oceàniques.
Finalment i després de la separació completa d'Amèrica de l'antic continent, va quedar format un oceà d'aproximadament 80 milions de km².

### Fons oceànic

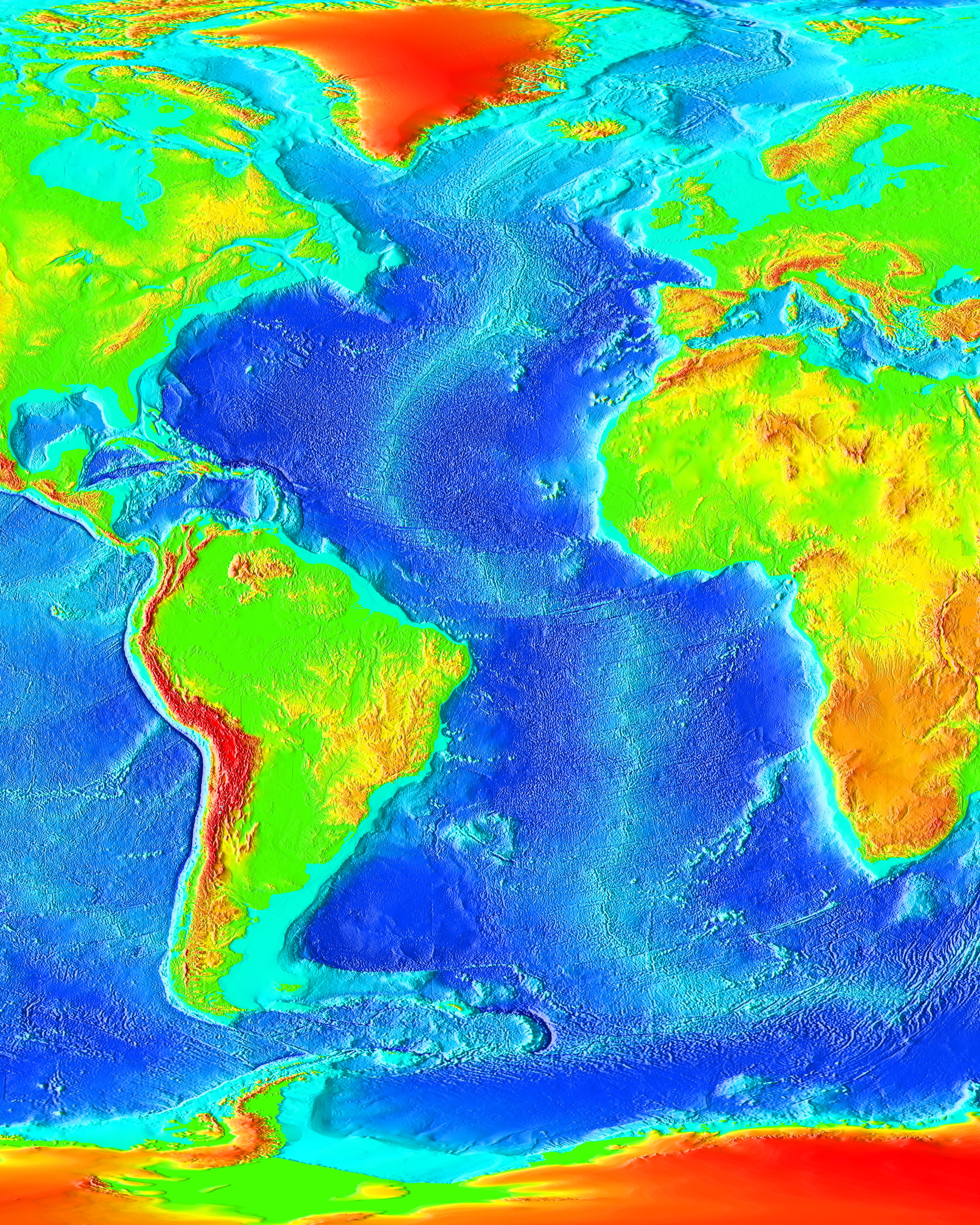
Batimetria de l'oceà Atlàntic

La principal característica de la topografia del fons (batimetria) de l'Atlàntic és una gran serralada submarina anomenada dorsal Atlàntica central. S'estén des d'Islàndia, al nord, fins aproximadament 58° de latitud sud, assolint una amplada màxima de 1.600 km, aproximadament. La profunditat de l'aigua sobre la serralada és inferior a 2.700 m en molts llocs, i alguns pics sobresurten de l'aigua, formant illes. L'Atlàntic sud també té una serralada addicional, la cadena Walvis.
La dorsal Atlàntica central separa l'oceà Atlàntic en dues grans conques, de profunditats entre els 3.660 i 5.485 m de mitjana. Hi ha serralades transversals entre els continents i la dorsal Atlàntica central que divideixen el sòl oceànic en nombroses conques. Algunes de les conques més grans que hi ha són les de Blake, Guaiana, Amèrica del Nord, Cap Verd i les conques de les Canàries a l'Atlàntic nord. Les majors conques de l'Atlàntic sud són Angola, Cap, Argentina i les conques brasileres.
El fons oceànic, es creu que és, en general, bastant pla, planes abissals, fosses, muntanyes submarines, conques, altiplans, congosts i alguns guyots. Els diferents elements al llarg dels marges dels continents constitueixen al voltant de l'11% de la topografia del fons, amb un cert nombre de canals profunds que tallen les plataformes.
Les principals fosses marines són:
- la fossa de Puerto Rico, a l'Atlàntic nord, és la més profunda, amb 8.605 m,[10]
- la fossa de les Sandwich sud arriba a una profunditat de 8.428 m,
- la fossa Romanx està situada a prop de l'equador i té 7.760 m,[11]
- l'abisme Laurentià es troba a la costa del Canadà i s'enfonsa fins més de 6.000 metres.[12]

Els sediments oceànics estan compostos de materials terrígens, pelàgics, i autigènics.
- Els dipòsits terrígens consisteixen en sorra, fang, i partícules rocoses formades per erosió, desgast, i activitat volcànica a la terra i transportada després al mar. Aquests materials es troben abundosament a les plataformes continentals i són més gruixuts davant de les desembocadures dels grans rius o de costes desèrtiques.
- Els dipòsits pelàgics contenen restes d'organismes que es van enfonsar al sòl oceànic; inclouen argiles vermelles i globigerina, entre d'altres. Cobreixen la majoria del sòl marí i varien en gruix de 60 m a 3.300 m, són més gruixuts a les zones de convergència i d'aflorament de l'aigua.
- Els materials autigènics consisteixen en materials com nòduls de manganès. Tenen lloc on hi ha poca sedimentació o bé on els corrents graduen els dipòsits.

## Clima

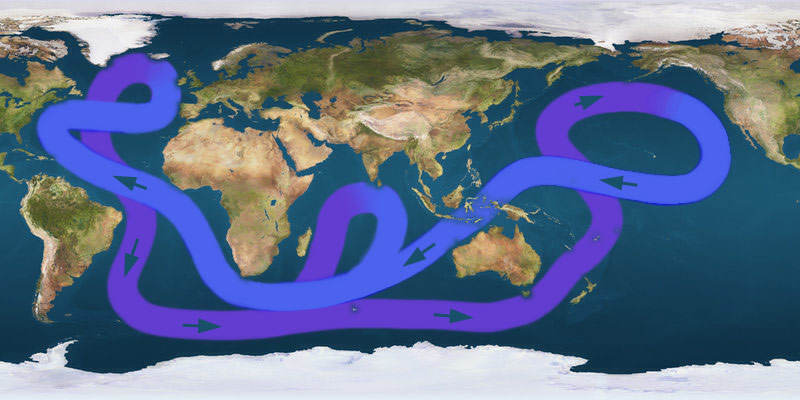
Corrents termohalins. L'oceà Atlàntic és un important agent regulador de la temperatura, en enviar calor des dels tròpics a les zones temperades

El clima de l'oceà Atlàntic i les seves terres adjacents està influenciat per les temperatures de les aigües superficials i els corrents d'aigua, a més dels vents. Per la gran capacitat dels oceans de retenir la calor, els climes marítims són moderats i sense variacions estacionals extremes. La precipitació es pot ocasionar per les dades meteorològiques costaneres i la temperatura de l'aire i la de l'aigua.
Els oceans són la font més important d'humitat ambiental (que s'obté per evaporació). Les zones climàtiques varien amb la latitud; les zones més càlides s'estenen a través de l'Atlàntic i al nord de l'equador. Les zones més fredes estan a les latituds altes, i corresponen a àrees cobertes de gel marí. Els corrents oceànics contribueixen al control climàtic transportant aigües càlides i fredes a altres regions. Les terres adjacents estan afectades pels vents que són refredats o escalfats quan bufen sobre aquests corrents. El corrent del Golf, per exemple, escalfa l'atmosfera de les Illes Britàniques i el nord-oest d'Europa, i els corrents d'aigua freda provoquen la boira persistent a la costa nord-est del Canadà (els Grans bancs) i la zona nord-oest d'Àfrica. En general, els vents tendeixen a transportar humitat i escalfen o refreden l'aire en totes les terres.
Els huracans es desenvolupen al sud de l'Atlàntic nord. Els ciclons tropicals o huracans es desenvolupen mar endins a la costa d'Àfrica, a prop de Cap Verd i es mouen a l'oest cap al mar del Carib; els huracans poden tenir lloc de maig a desembre, però són més freqüents d'agost a novembre. Les tempestes són comunes a l'Atlàntic nord als hiverns, fent les travesses més difícils i perilloses.

## Història
L'oceà Atlàntic sembla el més jove dels oceans del món. L'evidència indica que no existia fa 100 milions d'anys, quan el supercontinent ancestral que existia, Pangea, es va trencar per la formació del sòl oceànic. L'Atlàntic ha estat explorat extensivament des dels primers assentaments humans a les seves costes. Els vikings, els portuguesos i Cristòfor Colom van ser els més famosos exploradors. Després de Colom, l'exploració europea es va accelerar ràpidament, i moltes rutes de comerç noves s'hi van establir. Com a resultat, l'Atlàntic va ser (i encara és) la principal artèria entre Europa i Amèrica (el vell món i el nou). Nombroses exploracions científiques s'han dut a terme, incloent-hi l'expedició alemanya Meteor, la de la Universitat de Colúmbia, i les oficines hidrogràfiques de diferents armades.

### Principals fites en l'exploració atlàntica

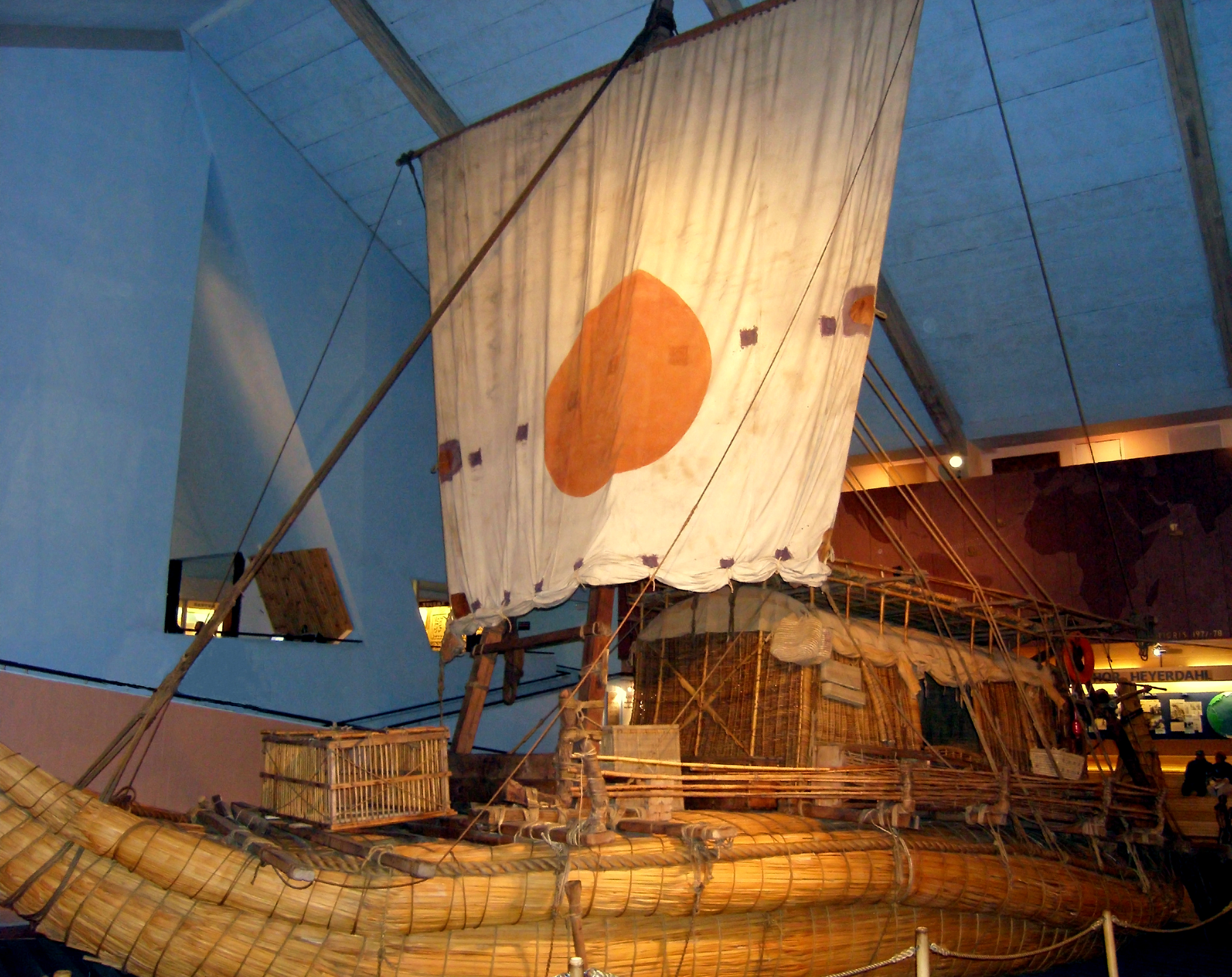
El Ra II, un vaixell construït amb papir i que va navegar amb èxit a través de l'Atlàntic pilotat per Thor Heyerdahl, demostrant que era possible creuar l'Atlàntic des d'Àfrica emprant embarcacions d'aquest tipus en períodes històrics remots

- Al voltant del 980 - 982, Eric el Roig descobreix Groenlàndia, geogràficament i geològicament part d'Amèrica.
- El 985 o 986, Bjarni Herjólfsson fou el primer europeu a albirar el continent americà, tot i que no va tocar terra.
- L'any 1000, l'islandès Leif Eriksson va ser el primer europeu a tocar terra a Nord-amèrica, a la costa oriental de l'actual Canadà, a la província de Terranova i Labrador.
- Al voltant del 1010, Thorfinnr Karlsefni dirigeix un intent viking per assentar-se a Amèrica del Nord amb 160 colons, però va ser expulsat pels nadius. El seu fill Snorri Thorfinnsson fou el primer nord-americà d'origen europeu.
- El 1419 i 1427, navegants portuguesos van arribar a les illes Madeira i Açores, respectivament.
- Des de 1415 i fins al 1488, navegants portuguesos van resseguir la costa occidental d'Àfrica, arribant al cap de Bona Esperança.
- El 1492, Cristòfor Colom va desembarcar a l'illa de Guanahani a les Bahames.
- El 1500, Pedro Álvares Cabral arriba al Brasil.
- El 1524, Giovanni da Verrazzano descobreix la costa est dels Estats Units.
- El 1764, William Harrison (fill de John Harrison), navegant a bord del HMS Tartar, posa les bases per resoldre el problema de la longitud.
- El 1858, Cyrus West Field estableix el primer cable telegràfic transatlàntic, fracassant ràpidament.
- El 1865, el vaixell SS Great Eastern d'Isambard Kingdom Brunel, estableix el primer cable telegràfic transatlàntic amb èxit.
- El 1896 Frank Samuelsen i Harbo George són els primers a travessar remant l'Atlàntic.
- El 15 d'abril de 1912, el Titànic es va enfonsar després de xocar amb un iceberg.
- Entre 1914 i 1918 té lloc la Primera Batalla de l'Atlàntic.
- El 1919, el nord-americà NC-4 es converteix en el primer pilot d'hidroavió a creuar, amb escales, l'Atlàntic.
- El 1919, Alcock i Brown fan el primer vol transatlàntic sense escales.
- El 1927, Charles Lindbergh fa el primer vol transatlàntic en solitari sense escales entre Nova York i París.
- Entre 1939 i 1945 té lloc la Segona Batalla de l'Atlàntic. Prop de 3.700 vaixells aliats van ser enfonsats i 783 U-Boot.
- El 1969 i 1970 Thor Heyerdahl, a bord del Ra II, un vaixell construït a partir de papir, va demostrar que era possible creuar l'Atlàntic des d'Àfrica emprant embarcacions d'aquest tipus en períodes històrics remots.
- El 1980, Gérard d'Aboville és el primer home a creuar l'oceà Atlàntic remant.
- El 1998, Benoit Lecomte fou el primer home a creuar nadant l'oceà Atlàntic nord, sense una taula de flotació.

## Economia
L'oceà també ha contribuït significativament al desenvolupament econòmic dels països que el voregen. A més de ser una via de transport, l'Atlàntic ofereix dipòsits de petroli abundants a les roques sedimentàries de la plataforma continental i els recursos pescaters més rics del món, especialment a les aigües sobre les plataformes. Les àrees més productives són els Grans bancs de Terranova, la plataforma continental a Nova Escòcia, el banc de Georges a Cape Cod, els bancs de Bahames, les aigües al voltant d'Islàndia, el mar d'Irlanda, el mar del Nord i els bancs de les Malvines. També s'han pescat anguiles, llagostes i balenes en grans quantitats. Tots aquests factors, donen a l'Atlàntic un gran valor comercial. Per les amenaces que suposen els abocaments de petroli i hidrocarburs, plàstics, i la incineració de residus tòxics al mar, existeixen diversos tractats internacionals per a reduir algunes formes de contaminació.

## Terreny
La superfície del mar està coberta de gel al mar de Labrador, i l'estret de Dinamarca, i al mar Bàltic d'octubre a juny.

### Recursos naturals
Jaciments de petroli i gas, pesca, mamífers marins (foques i balenes), agregats de sorra i grava, nòduls polimetàl·lics, pedres precioses.

### Perills naturals
Els icebergs són comuns a l'estret de Davis, el de Dinamarca, i l'Atlàntic nord-oest de febrer a agost i s'han observat algun cop fins i tot a les Bermudes i les illes Madeira; els vaixells estan exposats a gelades en la superestructura d'octubre a maig; la boira persistent pot ser un perill de maig a setembre; hi ha huracans de maig a desembre.
La costa sud-est dels Estats Units, especialment als estats de Virgínia i Carolina del Nord, té una llarga història dels naufragis per culpa dels nombrosos bancs de sorra i esculls.
El Triangle de les Bermudes, definit imaginàriament per un triangle amb les Bermudes, Puerto Rico i Cayo Hueso als vèrtexs, és una zona famosa per nombrosos casos de desaparicions d'avions i vaixells en circumstàncies estranyes sense explicació lògica aparent.
Els huracans també són un perill natural a l'Atlàntic, però sobretot a la part nord de l'oceà, ja que rares vegades els ciclons tropicals es formen a la part meridional, per ser allà les aigües més fredes, i perquè queda fora de l'anomenada zona de convergència intertropical. Amb tot, en els darrers anys, s'hi han observat alguns fenòmens. Els huracans solen formar-se entre l'1 de juny i 30 de novembre de cada any. Un dels huracans més notables a l'Atlàntic en els darrers anys ha estat l'huracà Katrina en la temporada 2005.